# Hypodochmius
Der Hypodochmius ist in der antiken Verslehre eine fünfgliedrige metrische Form mit dem Schema
—◡—◡—
Er geht durch Vertauschung (Anaklasis) des 1. und 2. Elements aus dem Dochmius (◡——◡—) hervor und wird häufig zusammen mit diesem verwendet.